# Rhembobius
Rhembobius is een geslacht van insecten uit de orde vliesvleugeligen (Hymenoptera) en de familie Ichneumonidae.

## Soorten
- R. abdominalis (Provancher, 1874)
- R. bifrons (Gmelin, 1790)
- R. bischoffi (Statz, 1936)
- R. hokutensis (Uchida, 1932)
- R. obtusus (Smits van Burgst, 1913)
- R. parcus Townes, 1962
- R. perscrutator (Thunberg, 1822)
- R. quadrispinus (Gravenhorst, 1829)
- R. quadristriatus (Uchida, 1956)